# Drew Carey
Drew Allison Carey (Cleveland, Ohio, 23 de maig de 1958) és un actor de cinema i televisió estatunidenc.

## Filmografia

### Cinema
| Any  | Títol           | Paper           | Notes    |
| ---- | --------------- | --------------- | -------- |
| 1993 | Coneheads       | Passatger taxi  |          |
| 1995 | Freaky Friday   | Stan Horner     | Telefilm |
| 1999 | The Big Tease   | Cameo           |          |
| 2000 | Geppetto        | Mister Geppetto | Telefilm |
| 2005 | Robots          | Crank           | Veu      |
| 2005 | The Aristocrats | Ell mateix      |          |
| 2011 | Jack & Jill     | Cameo           |          |

### Televisió
| Any          | Títol                                        |
| ------------ | -------------------------------------------- |
| 1992         | The Torkelsons                               |
| 1993         | Drew Carey: Human Cartoon                    |
| 1994         | The Good Life                                |
| 1994         | The Adventures of Pete & Pete                |
| 1995         | Freaky Friday                                |
| 1995–2004    | The Drew Carey Show                          |
| 1996         | Lois & Clark: The New Adventures of Superman |
| 1997         | Home Improvement                             |
| 1997         | The Weird Al Show                            |
| 1997         | Sabrina the Teenage Witch                    |
| 1997         | Dharma & Greg                                |
| 1998         | The Larry Sanders Show                       |
| 1998–2007    | Whose Line Is It Anyway?                     |
| 1999         | The Norm Show                                |
| 1999         | King of the Hill                             |
| 2000         | Baby Blues                                   |
| 2000         | Who Wants to Be a Millionaire                |
| 2000         | Geppetto                                     |
| 2001         | Royal Rumble                                 |
| 2001         | Drew Carey's Improv All-Stars                |
| 2004–2005    | Drew Carey's Green Screen Show               |
| 2004–2015    | The Late Late Show                           |
| 2006         | Drew Carey's Sporting Adventures             |
| 2007–2008    | Power of 10                                  |
| 2007–present | The Price Is Right                           |
| 2008–2016    | The Simpsons                                 |
| 2010         | Community                                    |
| 2011         | Drew Carey's Improv-A-Ganza                  |
| 2011         | Family Guy                                   |
| 2012         | Talking Dead                                 |
| 2014         | Dancing with the Stars                       |
| 2014         | The Late Late Show with Craig Ferguson       |
| 2016         | Scorpion                                     |
| 2017         | Bill Nye Saves the World                     |
| 2018         | NCIS                                         |
| 2019         | American Housewife                           |
| 2020         | The Masked Singer                            |
| 2020         | Celebrity Family Feud                        |
| 2021         | Celebrity Wheel of Fortune                   |
| 2023         | The Game Show Show                           |